# Live at Montreux 2003
A Live at Montreux 2003 a Yes élő albuma, melynek anyagát 2003 júliusában, a Montreux Jazz Festivalon rögzítették. DVD-ként is kapható.
Ez az első hivatalos album az 1996-os Keys to Ascension óta, melyen a klasszikus felállás (Anderson, Squire, Howe, Wakeman, White) szerepel. A Symphonic Live-ot leszámítva csak ez a koncertalbum tartalmaz dalokat a legújabb stúdióalbumról, a Magnification-ről.
A koncertet követő évben a Yes világkörüli turnéba kezdett, de új stúdiólemezt nem adott ki azóta.

## Számok listája

### Első lemez
1. Siberian Khatru – 10:11
2. Magnification – 6:52
3. Don't Kill the Whale – 4:29
4. In the Presence Of – 11:05
  1. Deeper
  2. Death of Ego
  3. True Beginner
  4. Turn Around and Remember
5. We Have Heaven – 1:34
6. South Side of the Sky – 9:35
7. And You and I – 11:23
  1. Cord of Life
  2. Eclipse
  3. The Preacher the Teacher
  4. Apocalypse
8. To Be Over – 4:20
9. Clap – 3:48

### Második lemez
1. Show Me – 3:44
2. Rick Wakeman Solo – 4:42
3. Heart of the Sunrise – 11:17
4. Long Distance Runaround – 3:46
5. The Fish (Schindleria Praematurus) – 8:53
6. Awaken – 19:20
7. I've Seen All Good People – 7:10
  1. Your Move
  2. All Good People
8. Roundabout – 6:43

## Közreműködő zenészek
- Jon Anderson – ének, MIDI gitár, akusztikus gitár
- Chris Squire – basszusgitár, vokál
- Steve Howe – akusztikus és elektromos gitárok, pedál steel gitár, mandolin, vokál
- Rick Wakeman – billentyűs hangszerek
- Alan White – dob, ritmushangszerek